# Pholidota (roślina)
Pholidota – rodzaj roślin z rodziny storczykowatych (Orchidaceae). Występują one w południowych i południowo-centralnych Chinach, w Tybecie, w prowincji Hajnan, na Tajwanie, w Indiach, Nepalu, Bangladeszu, na Sri Lance, w Kambodży, Laosie, Mjanmie, Tajlandii, Wietnamie, Malezji, na Filipinach, Nowej Gwinei, Andamanach, Archipelagu Bismarcka, Wyspach Salomona, Nowej Kaledonii, Vanuatu, Fidżi, na wyspach Santa Cruz oraz w australijskim stanie Queensland.
Pseudobulwy gatunków Pholidota pallida i Pholidota articulata były wykorzystywane w Indiach jako źródło pożywienia. Skruszone korzenie P. pallida były wykorzystywane także w Indiach do leczenia gorączki, torebka do leczenia wrzodów jako środek nasenny. Cała roślina była wykorzystywana przy porodach. W Chinach wywar z pseudobulw rodzajów Pholidota chinensis i Pholidota yunnanensis ma wykorzystanie medyczne.

## Morfologia
Korzenie posiadają kosmki. Kłącze pnące, pseudobulwy smukłe. Jeden lub dwa liście, owalne lub podłużne. Kwiatostan rozgałęziony z kilkoma kwiatami lub z dużą liczbą. Kwiaty otwierają się jednocześnie, warżka skierowana w dół. Pyłkowiny gruszkowate, lekko spłaszczone. Zalążnia gładka, nasiona wrzecionowate.

## Systematyka
Rodzaj sklasyfikowany do podplemienia Coelogyninae w plemieniu Arethuseae, podrodzina epidendronowe (Epidendroideae), rodzina storczykowate (Orchidaceae), rząd szparagowce (Asparagales) w obrębie roślin jednoliściennych.
W 2021 rodzaj został zakwalifikowany i przeniesiony do rodzaju Coelogyne.
Wykaz gatunków
- Pholidota advena (C.S.P.Parish & Rchb.f.) Hook.f.
- Pholidota aidiolepis Seidenf. & de Vogel
- Pholidota articulata Lindl.
- Pholidota camelostalix Rchb.f.
- Pholidota cantonensis Rolfe
- Pholidota carnea (Blume) Lindl.
- Pholidota chinensis Lindl.
- Pholidota clemensii Ames
- Pholidota convallariae (C.S.P.Parish & Rchb.f.) Hook.f.
- Pholidota corniculata Pfitzer & Kraenzl.
- Pholidota cyclopetala Kraenzl.
- Pholidota gibbosa (Blume) Lindl. ex de Vriese
- Pholidota globosa (Blume) Lindl.
- Pholidota guibertiae Finet
- Pholidota imbricata Hook.
- Pholidota katakiana Phukan
- Pholidota leveilleana Schltr.
- Pholidota longibulba Holttum
- Pholidota longilabra de Vogel
- Pholidota longipes S.C.Chen & Z.H.Tsi
- Pholidota mediocris de Vogel
- Pholidota missionariorum Gagnep.
- Pholidota nervosa (Blume) Rchb.f.
- Pholidota niana Y.T.Liu, R.Li & C.L.Long
- Pholidota pachyglossa Aver.
- Pholidota pallida Lindl.
- Pholidota pectinata Ames
- Pholidota pholas Rchb.f.
- Pholidota protracta Hook.f.
- Pholidota pygmaea H.J.Chowdhery & G.D.Pal
- Pholidota pyrranthela Gagnep.
- Pholidota recurva Lindl.
- Pholidota roseans Schltr.
- Pholidota rubra Lindl.
- Pholidota schweinfurthiana L.O.Williams
- Pholidota sigmatochilus J.J.Sm.
- Pholidota sulcata J.J.Sm.
- Pholidota ventricosa (Blume) Rchb.f.
- Pholidota wattii King & Pantl.
- Pholidota yunnanensis Rolfe